# Пойдём вместе
Пойдём вместе (исп. Ven conmigo) — мексиканский мелодраматический телесериал с элементами драмы 1975 года производства телекомпании Televisa.

## Сюжет
В маленьком городке живёт женщина средних лет Каридад, которая работает учительницей и до этого у неё не было никакой любви из-за привязанности ко своей работе. Женщина доброжелательная и самоотверженная. Единственной её любовью был Артуро Фернандес дель Валье, на которой он хотел жениться, но повстречав миллионершу Лауру, забыл о своей первой любви и с тех пор Каридад поклялась не любить никого, кроме своей работы.

## Создатели телесериала

### В ролях
- Сильвия Дербес — Каридад
- Хайме Фернандес — Артуро Фернандес дель Валье
- Альма Муриэль — Барбара
- Хули Фурлонг — Виктория Фернандес дель Валье
- Хуан Пелаэс — Хорхе Фернандес дель Валье
- Аарон Эрнан — Карлос
- Росарио Гальвес — Лаура де Фернандес дель Валье
- Хуан Феррара — Гильермо
- Педро Армендарис-мл. — Эдуардо
- Мария Рохо — Анхелика Гутьеррес
- Ампаро Аросамена — Еулохия
- Рауль "Чато" Падилья — Луис
- Аурора Клавель — Ниевес
- Хайме Морено — Антонио
- Сония Амелио — Росарио
- Виктор Хунко — Октавио
- Фернандо Боргес — Агустин
- Виктор Алькосер — Дон Ласаро
- Хосе Луис Хименес — Марио
- Рауль Мерас — доктор Ландерос
- Мария дель Кармен Фариас — Тереса
- Роса Фурман — Мисс Куэльяр
- Марга Лопес
- Хосе Карлос Руис
- Отилия Ларраньяга
- Алисия Энсинас
- Лилия Арагон

### Административная группа
- оригинальный текст: Селия Алькантара
- адаптация: Гильермина Ривас, Ирене и Мигель Сабидо
- оператор-постановщик: Мигель Сабидо
- режиссёры-постановщики: Луис Вега, Мигель Сабидо
- продюсеры: Ирене и Мигель Сабидо